# Bruis
Bruis ist eine Ortschaft und eine ehemalige französische Gemeinde mit 79 Einwohnern (Stand: 1. Januar 2022) im Département Hautes-Alpes in der Region Provence-Alpes-Côte d’Azur. Sie gehörte zum Kanton Serres im Arrondissement Gap. Die Bewohner nennen sich Bruissards.
Mit Wirkung vom 1. Juli 2017 wurden die ehemaligen Gemeinden Bruis, Montmorin und Sainte-Marie zur Commune nouvelle Valdoule zusammengeschlossen und haben in der neuen Gemeinde der Status einer Commune déléguée. Der Verwaltungssitz befindet sich im Ort Bruis.

## Geografie
Durch Bruis fließt die Oule. Der Ort liegt 50 Kilometer von Nyon, 67 Kilometer von Gap, 100 Kilometer von Valence entfernt.

## Bevölkerungsentwicklung
| Jahr      | 1962 | 1968 | 1975 | 1982 | 1990 | 1999 | 2008 | 2012 |
| --------- | ---- | ---- | ---- | ---- | ---- | ---- | ---- | ---- |
| Einwohner | 99   | 93   | 85   | 69   | 59   | 73   | 65   | 74   |

## Sehenswürdigkeiten
- Schloss aus dem 17. Jahrhundert
- Donjon aus dem 7. Jahrhundert
- Kirche Saint-Michel aus dem Jahr 1683